# Aérodrome de Ba'kelalan
L'aérodrome de Ba'kelalan (code IATA : BKM • code OACI : WBGQ) est un aérodrome desservant Ba'kelalan, une ville de l'état de Sarawak de Malaisie.

## Situation
| Alor · Setar Ba'kelalan Bario Bintulu Ipoh Johor Bahru Kerteh Kota Bharu Kota · Kinabalu Kuala · Lumpur Kuala Terengganu Kuantan Kuching Kudat Labuan Lahad Datu Langkawi Lawas Limbang Long · Akah Long · Banga Long Lellang Long · Seridan Malacca Marudi Miri Mukah Mulu Pulau · Pangkor Penang Pulau Redang Sandakan Sibu Subang Tanjung · Manis Tawau |

## Compagnies aériennes et destinations
| Compagnies                           | Destinations            |
| ------------------------------------ | ----------------------- |
| Malaysia Airlines opéré par MASwings | Bario, Lawas (en), Miri |

Édité le 28/02/2018